# N'TIC Magazine
N'TIC Magazine est un magazine algérien créé en 2006, il est spécialisé en nouvelles technologies. Il fait partie de la presse gratuite et est distribué chaque mois à Alger.